# アンデス電気
アンデス電気株式会社（アンデスでんき）とは青森県八戸市に本社を置く電子部品・電気製品製造メーカーである。

## 沿革
- 1971年6月 - 安田精工株式会社を設立
- 1978年4月 - アンデス電気株式会社に商号変更
- 1982年9月 - 八戸工場完成(現本社)
- 2009年1月 - 東京地方裁判所に民事再生法の適用を申請し、経営破綻。負債総額は約197億円
- 2012年11月 - 民事再生手続終結決定
- 2018年7月 - 家庭用空気清浄機「バイオミクロンサークル」を発売
- 2019年2月 - 業務用空気清浄機「バイオミクロンサークルPRO BM-S711A」を発表
- 2020年12月 - 独自開発の光触媒名称を「ひかりクリスタ」と命名
- 2021年6月 - 創立50周年
- 2021年8月 - 家庭用空気清浄機「バイオミクロンスクエア BM-S611A」発売

## 所在地
- 本社：青森県八戸市桔梗野工業団地一丁目3番1号
- 青森工場：青森県青森市富田3丁目8番31号
- テクニカル工場：青森県八戸市桔梗野工業団地一丁目4番1号
- テクニカル第二工場：青森県八戸市桔梗野工業団地一丁目3番1号
- 加工センター：青森県八戸市桔梗野工業団地一丁目1番21号
- 加工センター第二工場：青森県八戸市桔梗野工業団地一丁目2番23号
- 生産技術センター：青森県八戸市桔梗野工業団地一丁目1番22号
- 八戸工場：青森県八戸市桔梗野工業団地一丁目3番1号
- 資材部：青森県八戸市桔梗野工業団地一丁目3番1号
- 東京支店：東京都台東区東上野一丁目10番1号 SKビル7階

## 主な製品
- 空気清浄機 など